# Солдатський син
«Солдатський син» (інша назва: «Дитинство більшовика») — радянський художній фільм 1933 року, знятий режисером Миколою Лебедєвим на студії «Союзфільм». Вийшов на екрани 24 березня 1933 року.

## Сюжет
Фільм про участь у революційній боротьбі на початку століття дітей робітників. Син солдата Миколка відчуває тяготи життя. Хлопчика виключають зі школи за те, що він задає «богохульне» питання. Він змушений йти працювати вантажником на завод. Його напарник, якого майстер для потіхи споїв, потрапляє під вагонетку і гине. Над заводом виникає загроза страйку. Хлопчик стає свідком заворушень робітників й побиття їх кінною поліцією, яка пригнічує протест робітників. Миколка поранений. Його приносять додому до батька. З'являється поліція. Козачий офіцер б'є Миколку. У пориві гніву батько Миколки вбиває офіцера.

## У ролях
- Микола Афіногенов —  Миколка
- Анатолій Кудрявцев —  Толя В'юн, брат Миколки
- Віра Бесєдова —  Дар'я, їх мати
- Михайло Большаков —  старший
- Сергій Поначевний —  слюсар Алексєєв
- Олександр Юрков —  офіцер
- І. Висоцький —  керуючий

## Знімальна група
- Режисер — Микола Лебедєв
- Сценарист — Микола Лебедєв
- Оператор — Василь Симбірцев
- Художник — Абрам Векслер